# U.S. Route 10
U.S. Route 10 (också kallad U.S. Highway 10 eller med förkortningen  US 10) är en amerikansk landsväg. Den går ifrån West Fargo North Dakota i väster till Bay City Michigan i öster och sträcker sig 909,2 km.

## Större städer
- Fargo, North Dakota
- Moorhead, Minnesota
- Detroit Lakes, Minnesota
- Little Falls, Minnesota
- Saint Cloud, Minnesota
- Saint Paul, Minnesota
- Hastings, Minnesota
- Marshfield, Wisconsin
- Stevens Point, Wisconsin
- Appleton, Wisconsin
- Manitowoc, Wisconsin
- Ludington, Michigan
- Clare, Michigan
- Midland, Michigan
- Bay City, Michigan